# Casalabriva
Casalabriva – miejscowość i gmina we Francji, w regionie Korsyka, w departamencie Korsyka Południowa.
Według danych na rok 2000 gminę zamieszkiwało 184 osób, a gęstość zaludnienia wynosiła 11 osób/km².